# Mike Earle
Mike Earle (ur. w 8 marca 1940 w Littlehampton, Sussex) – brytyjski przedsiębiorca.

## Życiorys
Mike Earle chciał zostać kierowcą wyścigowym ale wycofał się z tego, pomagał kierowcy wyścigowemu Derekowi Bellowi i pracował dla Church Farm Racing. Earle stworzył własny zespół, który startował w Formule 2. Fundusze zespołu się skończyły i zespół został rozwiązany a Eagle utworzył xespół Lec Racing, który startował w British Formula Atlantic a w późniejszym czasie w Formule 2 i Formule 5000. Następnie zespół zadebiutował w Formule 1 jako LEC Refrigeration Racing. Pod koniec 1978 roku Earle i Field stworzyli zespół Onyx Race Engineering, który rywalizował w Formule 2 w 1979 roku. W 1985 roku zespół zadebiutował w Formule 3000 a w 1989 roku zadebiutował w Formule 1. Earle w następnych latach budował samochody pokazowe. W 1999 roku Earle rozpoczął współpracę z kierowcą Russellem Spence'm i utworzył zespół wyścigowy Arena Motorsport startujący w British Touring Car Championship.
Jest członkiem British Racing Drivers’ Club.